# 아키가와시
아키가와시(일본어: 秋川市)는 도쿄도에 있었던 시이다.
도시는 1995년 9월 1일에 이쓰카이치정과 합쳐져 아키루노시가 되었다.

## 개요
도쿄 도심에서 서쪽으로 약 45km에 있는 니시타마 지역의 아키가와 계곡·관동 산지의 동쪽과 아키루 대지에 위치하고, 중심부에는 다마 강, 아키가와 강, 히라이 강이 흐르고 있으며, 그 유역은 아키가와 유역의 농업 지대로서 발전해 왔다.
제2차 세계대전 후의 고도 경제성장기에는 아키타정이였던 1960년대 무렵부터 도심의 과밀화를 완화하기 위해 베드타운으로 발전했다.
1972년 5월 5일에는 아키타 시를 즉시 개칭하여 아키카와 시가 되어, 약 3만 명의 인구로 단독 시제를 완수했다.
인구는 그 후에도 증가해, 1990년에는 5만명을 돌파했다. 합병 직전에는 인구가 약 5만 5000명 가까이까지 뛰어올랐다.

## 역사
니노미야 신사에서 죠몬토기가 발견된 것으로 보아 죠몬시대부터 거주했던 것으로 보이며 야요이시대부터 농지가 개발되어 전원지대가 형성되었다. 나라(奈良)시대부터 헤이안(平安)시대까지는 고쿠분지(国分寺) 건립을 위해 기와 제조지로 이용되었다가 가마쿠라 시대 이후에는 다시 농지로 이용되었다.

## 연혁
- 1893년 4월 1일 - 니시타마군이 미나미타마군, 기타타마군과 함께 도쿄부에 편입하였다.
- 1921년 4월 1일 - 구사바나촌, 스고촌, 세토오카촌, 하라코미야촌이 합병해 다사이촌을 신설하였다.
- 1925년 4월 21일 - 이츠카이치 철도(현재의 이츠카이치 선)가 개업하였다.
- 1943년 7월 1일 - 도제 시행에 의해 도쿄부, 도쿄시가 통합해 도쿄도를 신설하였다.
- 1955년 4월 1일 - 3개의 촌과 합병해 아키타정이 신설하였다.
- 1964년 11월 23일 - 초대의 시장이 되는 정장이 제정되었다.
- 1972년 5월 5일 - 아키타 정이 시제를 시행해 아키타 시가 되었지만 같은 날 동명인 아키타현 아키타시와의 혼동이 있을수도 있어 아키가와 시로 개명하였다.
- 1972년 10월 24일 - 이치키와 이치하나가 제정되었다.
- 1982년 - 국도 411호가 제정.
- 1989년 4월 1일 - '스포츠와 음악의 거리 선언'을 하였다.
- 1992년 4월 1일 - 2대 시장이 제정되었다.
- 1995년 9월 1일 - 이쓰카이치정과 합병해 아키루노시가 신설되어 폐지하였다.

## 교육
단독 시제 시행 전까지 중학교는 1개교·초등학교는 4개교였으나 도쿄 도심의 베드타운화로 젊은 가족을 포함한 거주 인구가 증가하면서 학생도 증가해 중학교는 4개교, 초등학교는 8개교가 되었다. 그 외에는 유치원이 신설되었다

## 교통

### 도로
- 국도 411호선

### 철도
- 동일본 여객철도 이쓰카이치 선